# Rio das Pedras
Der Rio das Pedras ist ein etwa 54 km langer rechter Nebenfluss des Rio Jordão im Westen des brasilianischen Bundesstaats Paraná.

## Etymologie
Pedras ist die portugiesische Bezeichnung für Steine.

## Geografie

### Lage
Das Einzugsgebiet des Rio das Pedras befindet sich auf dem Terceiro Planalto Paranaense (Dritte oder Guarapuava-Hochebene von Paraná).

### Verlauf
Sein Quellgebiet liegt im Munizip Guarapuava auf 1.173 m Meereshöhe etwa 30 km nordöstlich des Hauptorts an der westlichen Grenze der Área de Proteção Ambiental da Serra da Esperança.
Der Fluss verläuft in südwestlicher Richtung. Er mündet auf 957 m Höhe von rechts in den Rio Jordão. Er ist etwa 54 km lang.

### Munizipien im Einzugsgebiet
Der Rio das Pedras verläuft vollständig innerhalb des Munizips Guarapuava.